# Agrotis stigmosa
Agrotis stigmosa är en fjärilsart som beskrevs av Morris 1874. Agrotis stigmosa ingår i släktet Agrotis och familjen nattflyn. Inga underarter finns listade i Catalogue of Life.